# 시모자와 유타
시모자와 유타(일본어: 下澤 悠太, 1997년 9월 4일~)는 일본의 축구 선수이다.

## 구단 경력
그는 2020년 J3리그의 블라우블리츠 아키타에 입단했다. 2020년 J3리그 우승으로 J2리그로 승격했다. 2022년 J3리그의 테게바자로 미야자키로 이적했다. 2023년까지 60경기에 출전하여, 5득점을 넣었다. 2024년 FC 오사카로 이적했다.